# Département des antiquités égyptiennes du musée du Louvre
Pour un article plus général, voir Musée du Louvre.
Le département des antiquités égyptiennes du musée du Louvre (dit usuellement A.É.) conserve l'une des principales collections égyptologiques mondiales en dehors du territoire égyptien, avec le musée égyptologique de Turin et le British Museum et, en Égypte, le musée égyptien du Caire. Il est créé par l'ordonnance royale de Charles X du 15 mai 1826, qui l'a inauguré le 15 août 1827.

## Historique

### La création du musée
En 1826, Charles X fait de Jean-François Champollion, déchiffreur des hiéroglyphes égyptiens, le premier conservateur de ce qui s'appelait alors le musée égyptien.
Cette section du musée Charles X se situe au premier étage de la cour Carrée, dans l'aile Sud. Les quatre salles sont aménagées avec l'aide de l'architecte Pierre François Léonard Fontaine. Les deux premières salles illustrent les coutumes funéraires, la troisième est la salle civile, la quatrième est la salle des dieux. Les peintures des plafonds sont dues à François Édouard Picot (L'Étude et le Génie des arts dévoilant l'Égypte à la Grèce) et Abel de Pujol (L'Égypte sauvée par Joseph).

### Les extensions

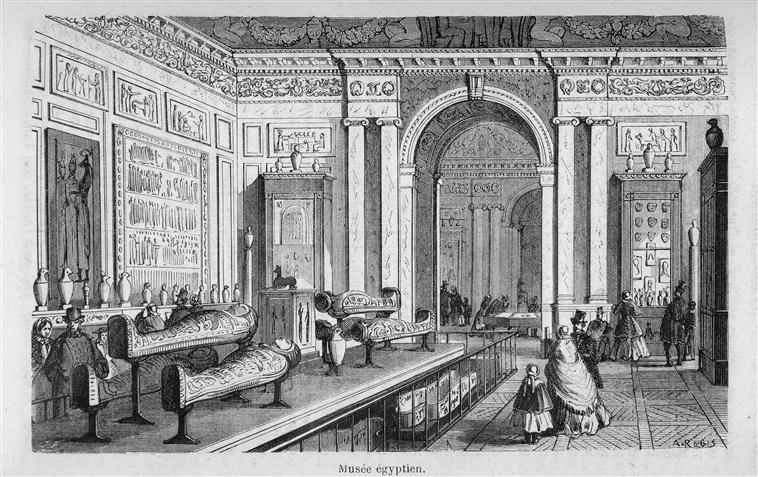
La salle des antiquités égyptiennes du Louvre, en 1863.

À la mort de Champollion en mars 1832, trois grandes salles sont ajoutées au rez-de-chaussée pour le département.
Sous Philippe-Auguste Jeanron, le musée connaît un ambitieux programme de réorganisation. Celui-ci affecte nécessairement le département égyptien, notamment avec l’adjonction d'une galerie monumentale pour les grands monuments de pierre (inaugurée en juin 1849) et avec la modification des salles du premier étage. On ouvre par exemple une cinquième salle, la salle historique.
La salle des Colonnes, au premier étage, est affectée au département égyptien en 1864. En 1895, c'est au tour de la galerie d'Alger, où sont placées les stèles. Suivra la galerie Henri IV.
En 1902, on a quatre grandes salles au premier étage complètement remaniées. Le palier du premier étage précède une première salle sur le mobilier funéraire. Viennent ensuite une salle des objets d’art industriel, une salle des monuments figurés, et une salle des bronzes et des bijoux.
Le 21 février 1905 sera inaugurée une annexe du département dans le pavillon des États. Ainsi, en 1905, par les enrichissements considérables que connaît le département, les collections sont complètement éclatées à travers le musée.
Sous Henri Verne, avec le plan Verne élaboré en 1929, le département égyptien est particulièrement favorisé. De manière générale, il s'agit d'occuper des locaux disponibles ou mal attribués pour regrouper les sections dispersées. Ainsi, toutes les salles du rez-de-chaussée, entre le guichet des Arts et le pavillon du Midi, lui sont attribuées, ce qui fait doubler sa superficie. À cela s'ajoute le creusement de deux cryptes sous les guichets. On ouvre ainsi au public au premier étage un vestibule (où se trouve le mastaba d'Akhethétep) et six salles disposées chronologiquement. Le réaménagement est achevé en 1938.
En 1948 sont inaugurés des espaces supplémentaires, la salle Clarac et la salle des Colonnes.
Le 24 septembre 1981, avec l'affectation de l’aile Richelieu au musée, les antiquités égyptiennes occupent dorénavant toute l’aile est de la cour Carrée (rez-de-chaussée et premier étage).

### Les conservateurs

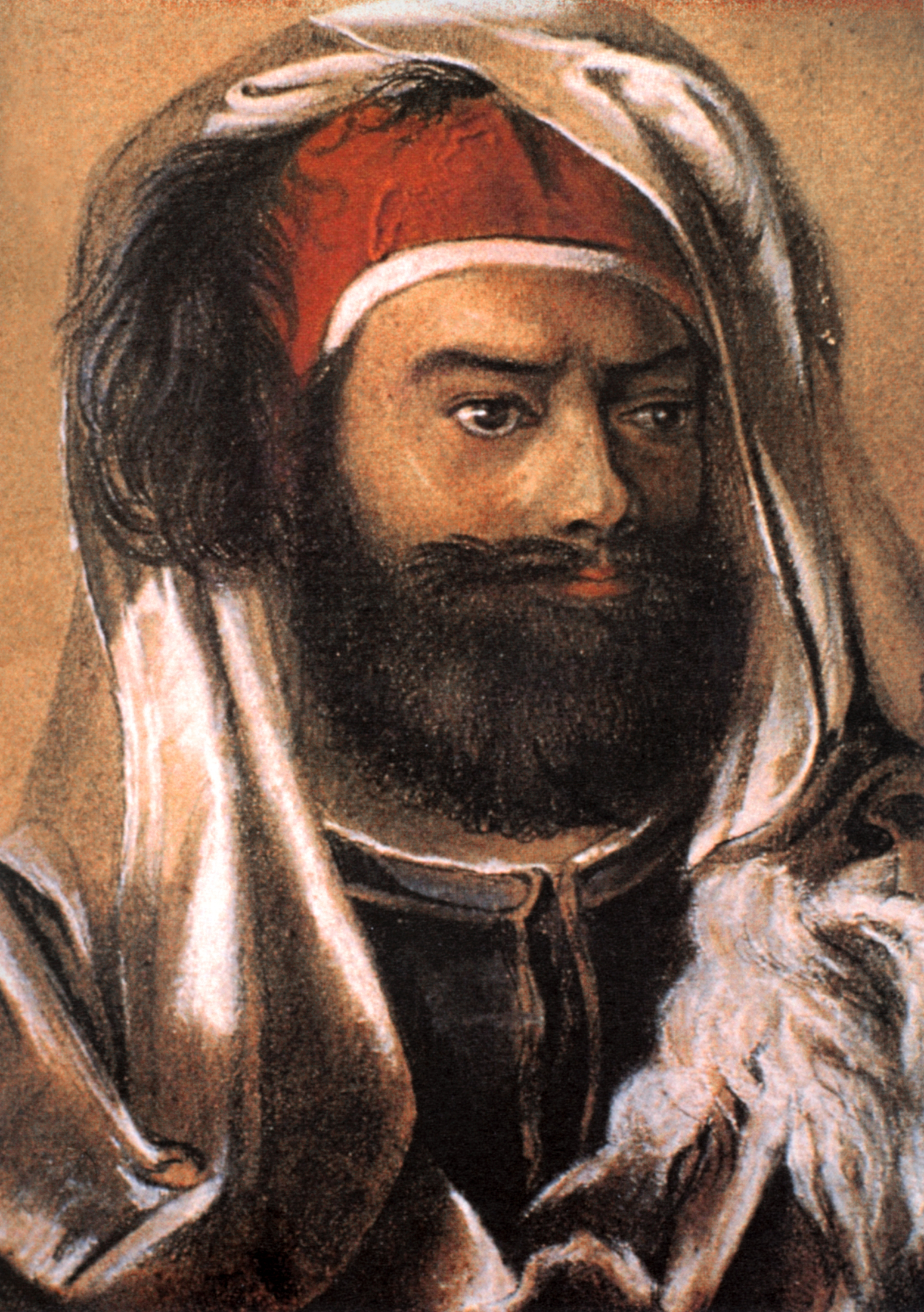
Champollion en costume égyptien, lors de l'expédition franco-toscane de 1828.

Parmi les conservateurs, se sont succédé à la tête du département des antiquités égyptiennes : Jean-François Champollion, de 1826 à 1832, à la mort duquel la section égyptienne perd son indépendance et rejoint le département des Antiques. Emmanuel de Rougé fut conservateur à partir de 1849, suivi de Paul Pierret en 1873, de Georges Bénédite, de 1907 à 1926 ; Charles Boreux, à partir de 1926 ; Jacques Vandier ; Christiane Desroches Noblecourt ; Jean-Louis de Cenival, de 1981 à 1993 ; Christiane Ziegler, de 1993 à 2007 ; Guillemette Andreu-Lanoë, de 2007 à 2014 ; Vincent Rondot, depuis 2014.

### Constitution des collections
Tout au long du XIXe siècle, la collection a continué de s'enrichir.
En 1825, la première collection d'Edme Antoine Durand vient former le noyau du musée Charles X. Concernant la partie égyptienne de cette collection (datant du Moyen et du Nouvel Empire et de l'époque ptolémaïque), « Les objets égyptiens sont tous de premier choix, et à peu près les plus beaux parmi tout ce qui a été envoyé à Paris » (Bulletin des sciences, 1825, p. 131-132). Cette collection est acquise le 2 mars 1825.
Le 23 février 1826 est acquise la seconde collection Salt.
Le 11 octobre 1827 est acquise la seconde collection Drovetti.
Entre 1852 et 1868 sont acquises de grandes collections : la collection Clot-Bey en 1853, la collection d'Anastasi en 1857, la collection du chevalier Palin en 1859, la collection d'Achille Fould en 1860, la collection du comte Tyszkiewicz en 1862, la collection Salemann en 1863, et la collection d'Alphonse Raifé en 1867.
Les produits du premier partage arrivent en 1852-1853, à la suite des fouilles d'Auguste Mariette au Sérapéum de Memphis. Ce sont plus de 6 000 objets.
D'autres objets arrivent à partir de là de fouilles opérées par l'Institut français du Caire.
Lorsque George Bénédite est conservateur en chef du département, il effectue chaque année des missions d'achat en Égypte, ce qui enrichit considérablement les collections du musée.
En 1907, le département accueille une partie de la collection égyptienne du cabinet des Médailles.
Les produits des fouilles continuent d'enrichir les collections, par exemple avec les fouilles d'Abou Rawash.
En 1992, au décès de la veuve de Raymond Weill (lui-même décédé en 1950), les 1 500 objets du legs Weill rejoignent les collections du Louvre.

## Les collections
La collection couvre toutes les époques de la civilisation égyptienne antique, depuis l'époque de Nagada jusqu'à l'Égypte romaine et copte.
Actuellement, les Antiquités égyptiennes sont réparties sur trois étages de l'aile Sully du musée, sur une trentaine de salles au total : à l'entresol, on trouve l'Égypte romaine et l'Égypte copte ; au rez-de-chaussée et au premier étage, l'Égypte pharaonique. 
Au rez-de-chaussée de l'aile Sully, dix-neuf salles constituent le parcours thématique.
Au premier étage de l'aile Sully, onze salles constituent le parcours chronologique, avec un partage entre l'espace de mise en valeur des œuvres majeures et des galeries d'étude plus denses.  

### Période prédynastique et époque thinite
Parmi les plus célèbres pièces exposées on trouve pour l'époque de Nagada le couteau de Gebel el-Arak ainsi que la palette de la chasse. La pièce majeure illustrant l'art de l'époque thinite est la stèle du roi-Serpent.
| Objet   | Description | Origine et datation                                                         |
| ------- | --- | --------------------------------------------------------------------------- |
| E 11517 | Couteau de Gebel el-Arak Culture de Nagada. Silex et ivoire d'éléphant. Hauteur : 0,25 m. Le manche en ivoire est orné d'un côté d'une scène de bataille, de l'autre de thèmes mythologiques. Aile Sully, salle 20. | Gebel el-Arak (جبل العركى) ou, plus probablement, Abydos. Vers -3300/-3200. |
| E 11007 | Stèle du Ouadji ou roi-Serpent La stèle funéraire provient du mastaba d'Ouadji, situé dans la nécropole royale d'Abydos. Elle montre un serpent surmonté d'un faucon (Horus), l'ensemble pouvant être interprété comme Horus Serpent. Un peigne en ivoire portant le nom d'Ouadji a également été retrouvé à l'intérieur de la tombe. | Nécropole royale d'Abydos Ire dynastie Vers -3040/-3020.                    |

### Ancien Empire
L'art de l'Ancien Empire compte des pièces maîtresses telles que les trois statues de Sépa et sa femme Nésa datant de la IIIe dynastie, le célèbre Scribe accroupi, datant probablement de la IVe dynastie tout comme la statuette en calcaire peint représentant Raherka et sa femme Merseânkh. La chapelle du mastaba d'Akhethétep, démontée de son site originel à Saqqarah et remontée dans l'une des salles du rez-de-chaussée, est un exemple d'architecture funéraire datant de la Ve dynastie.
| Objet      | Description | Origine et datation                                    |
| ---------- | --- | ------------------------------------------------------ |
| A 36, A 37 | Statues de Sépa et Nésa Trois statues : deux de Sépa, « grand des dizaines du Sud », et une de la dame Nésa. Calcaire peint. Hauteur : 1,65 m. C'est le tout début de la grande statuaire égyptienne. Les vêtements et parures de Sépa et Nésa sont les signes de leur statut social : ces grands dignitaires sont vêtus de lin et coiffés de perruques, leurs yeux soulignés de fards vert et noir ; Nésa est parée de bracelets. Sépa occupait des postes importants en tant que « préposé aux Affaires royales » et « grand des dizaines du Sud ». Le titre de Nésa, « la Connue du Roi », indique qu'elle était introduite au palais. Aile Sully, 1er étage, salle 635 | Nécropole de Saqqarah ? IVe dynastie Vers -2700/-2620. |
| E 3023     | Le Scribe accroupi Statue en calcaire peint représentant un scribe égyptien assis en tailleur, datant probablement de la IVe ou de la Ve dynastie. Trouvé à Saqqarah en 1850 par Auguste Mariette, dans une tombe de l'allée des sphinx du Sérapéum. Le scribe, assis en tailleur sur un socle peint en noir, est représenté dans l'acte d'écrire. Il est vêtu d'un pagne blanc. Il tenait autrefois dans sa main droite un calame et l'on voit sur son pagne un papyrus partiellement déroulé. | Saqqarah IVe dynastie Vers -2600.                      |
| E 12626    | Tête de Djédefrê en quartzite, Cette tête de Djedefrê, fils et successeur de Chéops, de 26 cm de haut, en quartzite, avec des traces de peinture, est plus probablement un fragment d'un sphinx que d'une statue du roi debout ou assis. Elle provient du site de la pyramide ruinée de Djedefrê à Abou Roach, à quelques kilomètres au nord des pyramides de Giza. Le roi porte le némès (coiffe en toile rayée jaune et bleu) ; un uraeus (cobra dressé) protège le souverain. Il portait une fausse barbe, dont on devine l’attache sous le menton. Salle 635 | Abou Roach Vers -2560.                                 |
| A 44       | Deux époux et leur fils Calcaire, jadis peint. Hauteur : 76 cm. Salle 635. | Ancien Empire IVe dynastie Vers -2620/-2500.           |

### Moyen Empire
Le Moyen Empire s'étend des environs de -2033 à -1786, correspondant à la XIe dynastie (-2106 à -1963), qui voit le pays réunifié vers -2033 par Montouhotep II et à la XIIe dynastie (-1963 à -1786), âge d'or du Moyen Empire.
Cette période est principalement représentée au musée du Louvre par des œuvres datant de la XIIe dynastie : une grande statue en bois représentant le chancelier Nakht ainsi que son sarcophage ; une porteuse d'offrandes en bois stuqué et peint ; un grand linteau de porte en calcaire sculpté en creux et provenant du temple de Montou à Médamoud ; le sphinx d'Amenemhat II.
| Objet    | Description | Origine et datation                                                             |
| -------- | --- | ------------------------------------------------------------------------------- |
| E 12003  | Femme aux pouces cassés Statue de bois, trouvée enveloppée de lin dans une tombe d'Assiout. Bois d'acacia (?) et socle de tamaris. Hauteur : 60 cm. Sully, salle 636. | Assiout Moyen Empire XIe dynastie Vers -2000                                    |
| E 11937  | Statue du chancelier Nakhti Statue grandeur nature en bois d'acacia. Hauteur : 1,78 m. Sully, salle 636. | Tombe du chancelier Nakhti, Assiout Moyen Empire XIIe dynastie Vers -2000/-1900 |
| AF 10226 | Table d'offrandes du chancelier Nakhti Plateau funéraire décoré d'offrandes destinées aux morts, avec le signe de l'offrande (pain dressé sur une natte), des pains, une patte de bœuf, des volailles, des fruits et légumes, des vases à libation et des bassins. Calcaire, 49 cm × 36 cm Sully, salle 636. | Moyen Empire Entre -2033 et -1710                                               |
| E 17111  | Modèle de navire Modèle de navire en bois peint. Une momie repose sur un lit, sous le dais. Longueur : 77,5 cm Sully, salle 336. | Moyen Empire Vers -2000.                                                        |
| E 11936  | Sarcophage intérieur du chancelier Nakhti La chapelle funéraire du chancelier Nakhti à Assiout a livré un grand nombre d'objets funéraires : une statue en acacia, des modèles réduits de barques et des objets de toilette, disposés autour de la momie enfermée dans deux cercueils emboîtés, ornés de scènes colorées et inscrits de textes funéraires (« textes des sarcophages »). Bois peint. Longueur : 2,12 m. Sully, salle 320. | Tombe du chancelier Nakhti, Assiout Moyen Empire Vers -1950/-1900               |

### Nouvel Empire
Pour le Nouvel Empire, on remarque le buste d'Akhenaton datant de la XVIIIe dynastie ainsi que la statuette polychrome le représentant lui et sa femme Néfertiti, œuvres illustrant les particularités de l'art amarnien ; on trouve également plusieurs œuvres majeures des XIXe et XXe dynasties (qui sont celles des Ramessides) avec notamment le relief peint représentant Hathor accueillant Séthi Ier et provenant de la tombe du pharaon dans la vallée des Rois, la bague aux chevaux et la cuve du sarcophage de Ramsès III.

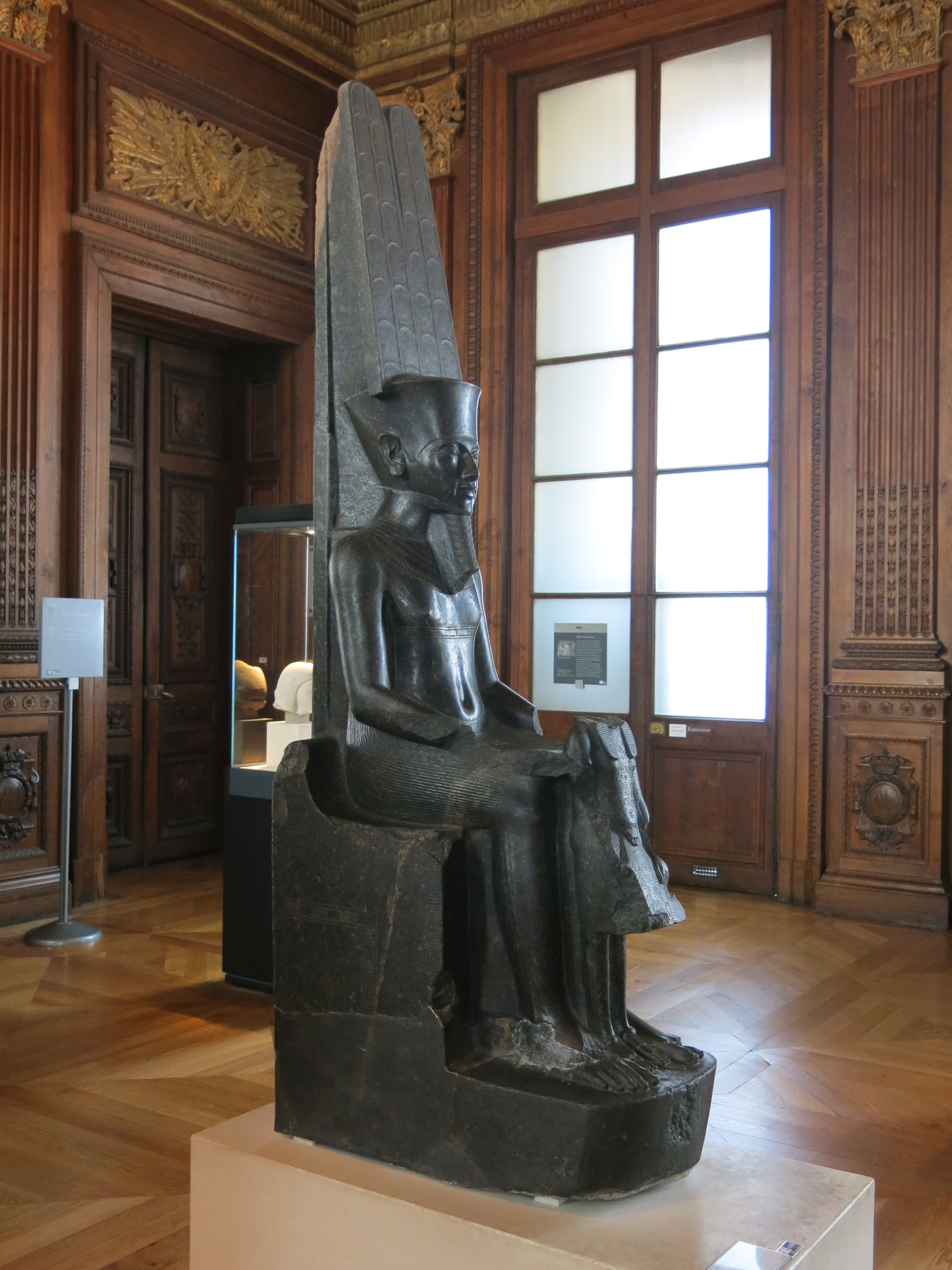
Le dieu Amon protégeant Toutânkhamon
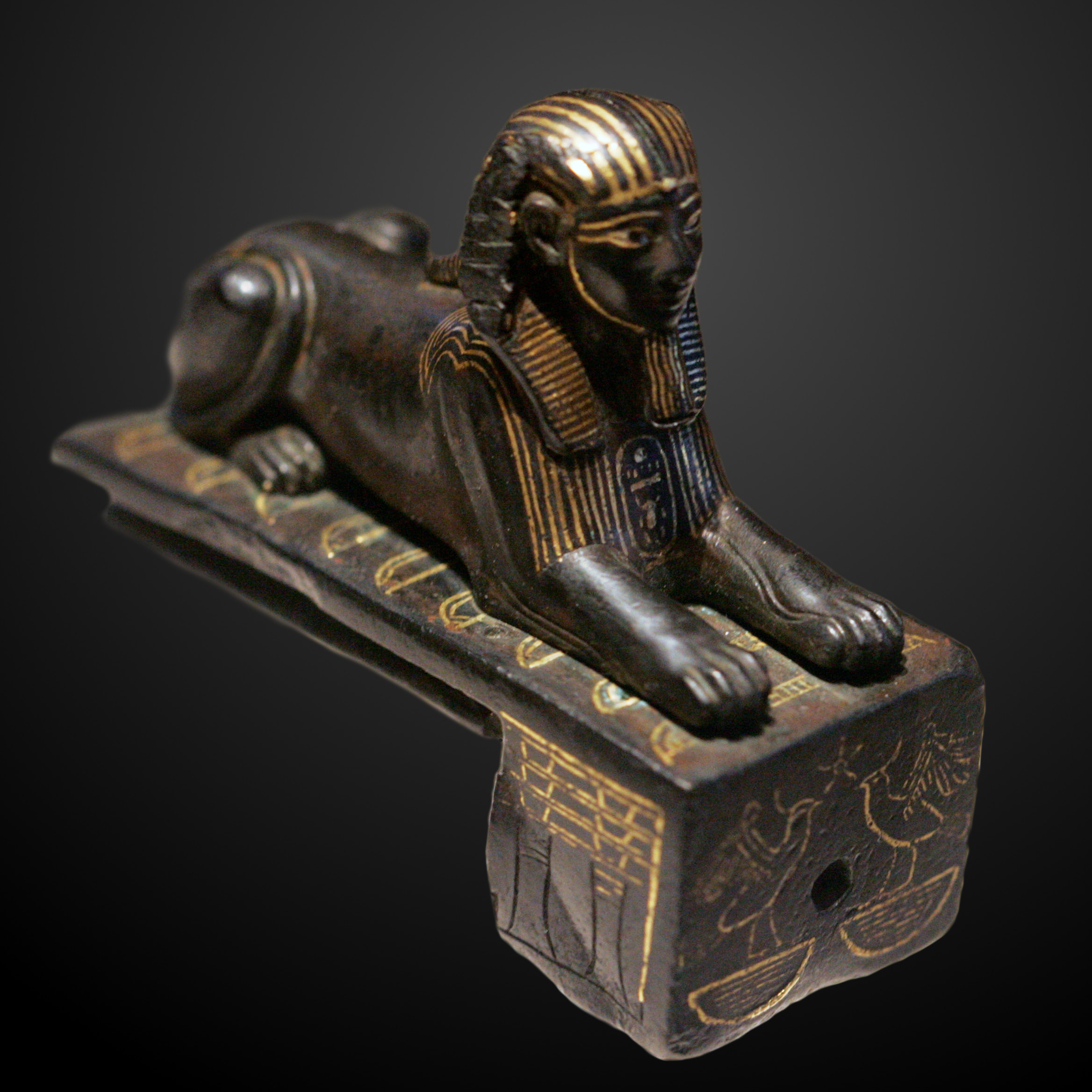
Sphinx en bronze de Thoutmôsis III, XVIIIe dynastie
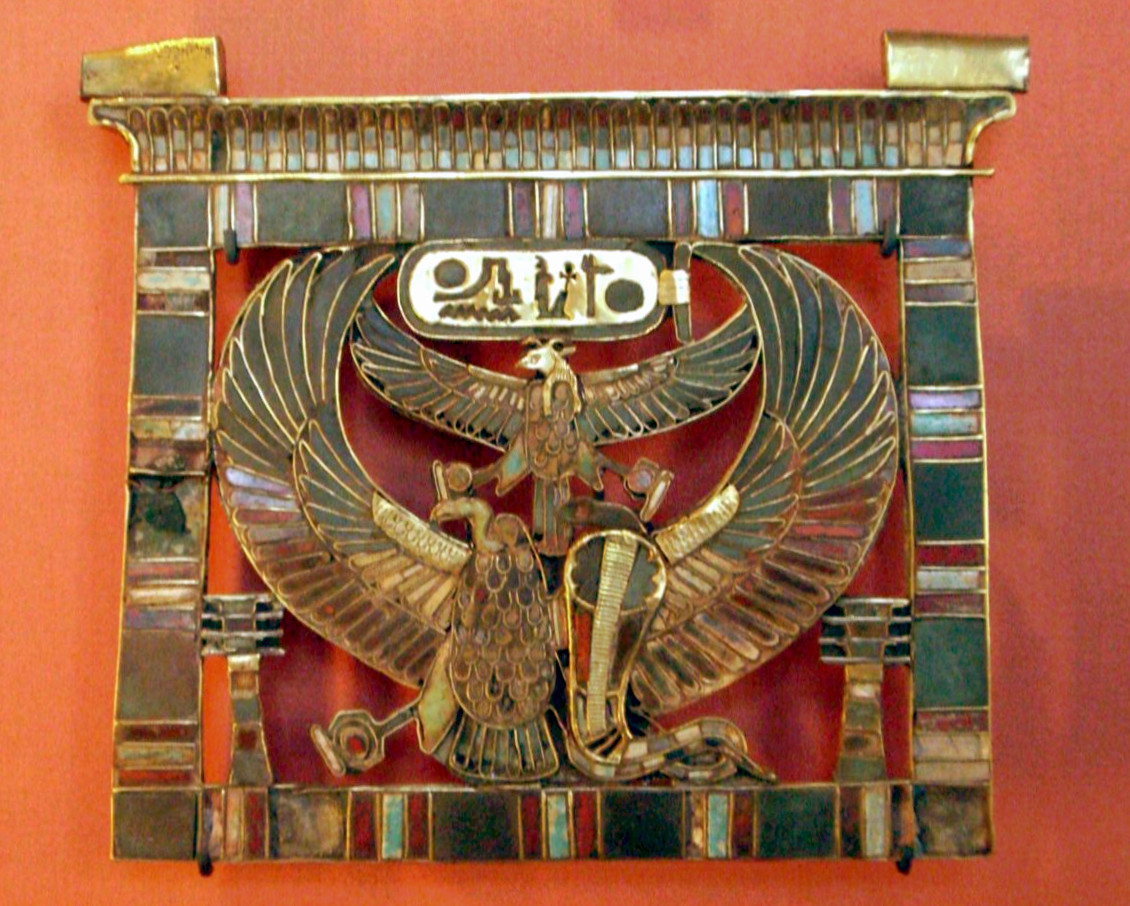
Pectoral de Ramsès II
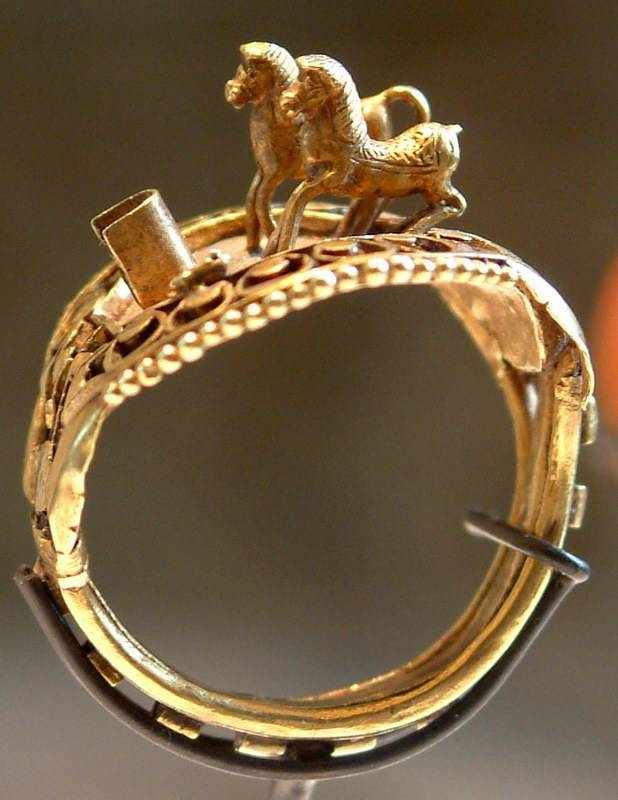
Bague aux chevaux. Époque de Ramsès II (?).

| Objet   | Description | Origine et datation                                                                |
| ------- | --- | ---------------------------------------------------------------------------------- |
| E 25493 | La reine Tiy aux côtés du roi Aménophis III Fragment d'une statuette en stéatite glaçurée, figurant le couple royal divinisé. Du roi, seule subsiste une partie du bras gauche orné de bracelets. La reine Tiy est parée d'emblèmes royaux : sa longue perruque est surmontée de deux hautes plumes et sa main gauche serre le sceptre floral. Hauteur : 29 cm. Sully, salle 637 (ou Louvre-Lens en exposition) | Ancienne collection Salt Nouvel Empire XVIIIe dynastie Amenhotep III (-1391/-1353) |
| E 27112 | Le roi Aménophis IV-Akhenaton Buste d'Akhenaton, fragment de pilier, provenant du temple d'Aton à l'est de Karnak, offert par l'Égypte à la France en 1972. Grès, jadis peint. Hauteur : 1,37 m. Sully, salle 638. | Karnak Nouvel Empire Vers -1350.                                                   |
| E 15593 | Figurine d'Akhenaton et Néfertiti Art amarnien. Les corps dénudés, à peine voilés, sont tournés vers le nouveau culte du soleil. Au dos, cartouches du roi et de la reine. Calcaire peint, 22 cm. Sully, salle 638. | Nouvel Empire XVIIIe dynastie (Vers -1371/-1337) Après -1345.                      |
| E 80    | Amulette avec faucon à tête de bélier Ce pectoral provient du Sérapéum de Memphis : il a été trouvé entre 1851 et 1853 par Auguste Mariette, dans la sépulture des taureaux Apis sacrés. Un masque en or et des amulettes se trouvaient placés sur la momie du prince Khâemouaset. Or, lapis-lazuli, turquoise, cornaline. Hauteur : 7 cm. Sully, salle 642.                                                    | Sérapéum de Saqqarah Nouvel Empire -1254 (an 26 de Ramsès II)                      |

### Égypte ptolémaïque et romaine
De la Basse époque et de l'époque ptolémaïque, le musée expose notamment le pendentif d'Osorkon II, chef-d'œuvre de l'orfèvrerie antique ; la statuette de Taharqa et du dieu Hémen (bronze, grauwacke et or) ; la statuette en bronze avec incrustations représentant la divine adoratrice d'Amon Karomama ; une statue en bronze d'Horus ; le zodiaque de Dendérah, ainsi que plusieurs portraits du Fayoum d'époque romaine.
Parmi les sarcophages exposés, on trouve celui de Dioscoride, général grec du temps de Ptolémée VI, qui choisit de se faire ensevelir suivant les anciennes coutumes égyptiennes.

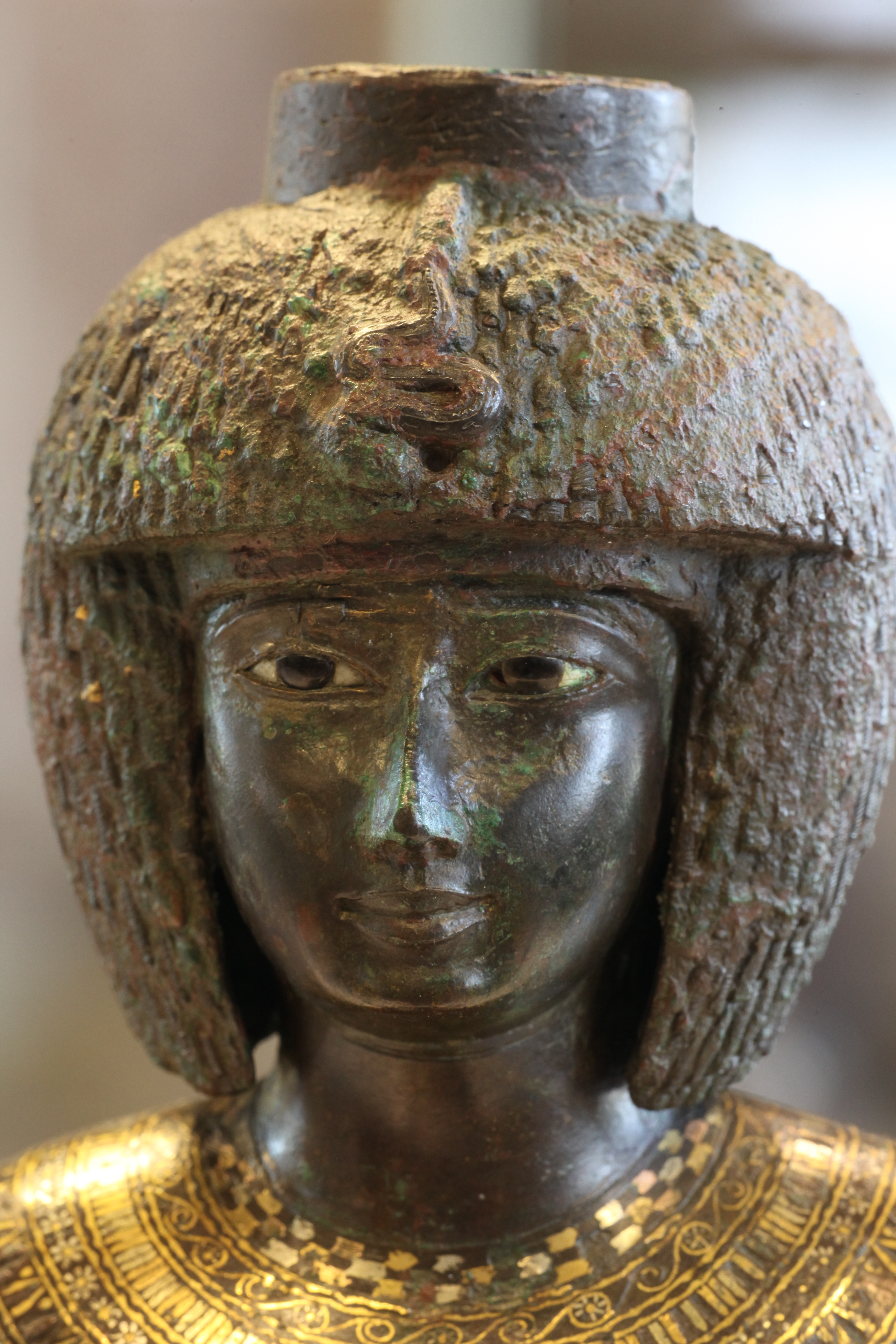
Statue de la divine adoratrice Karomama, XXIIe dynastie, -870.
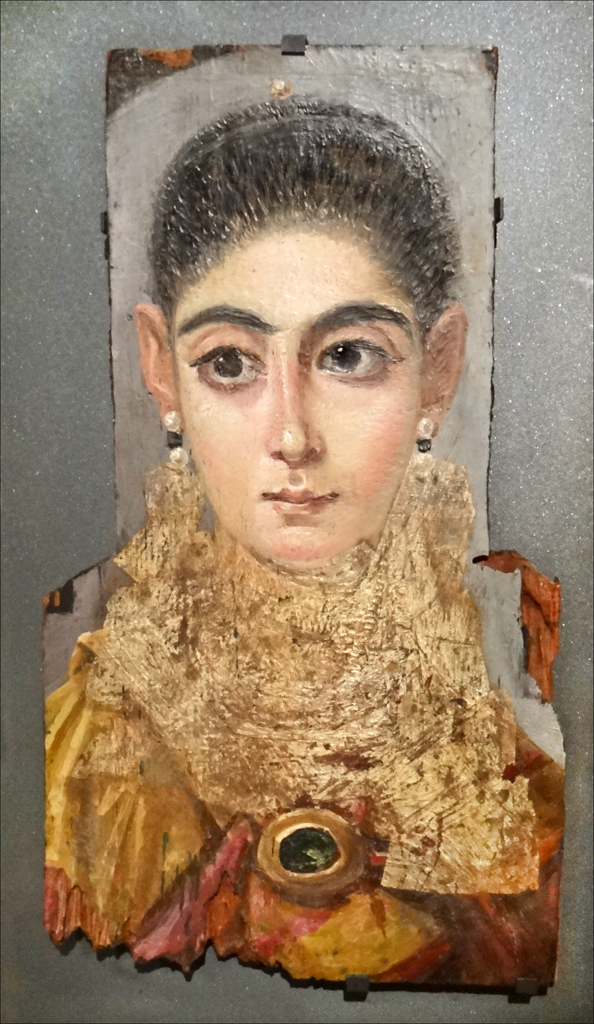
Portrait de femme (Antinoé, 100-150)
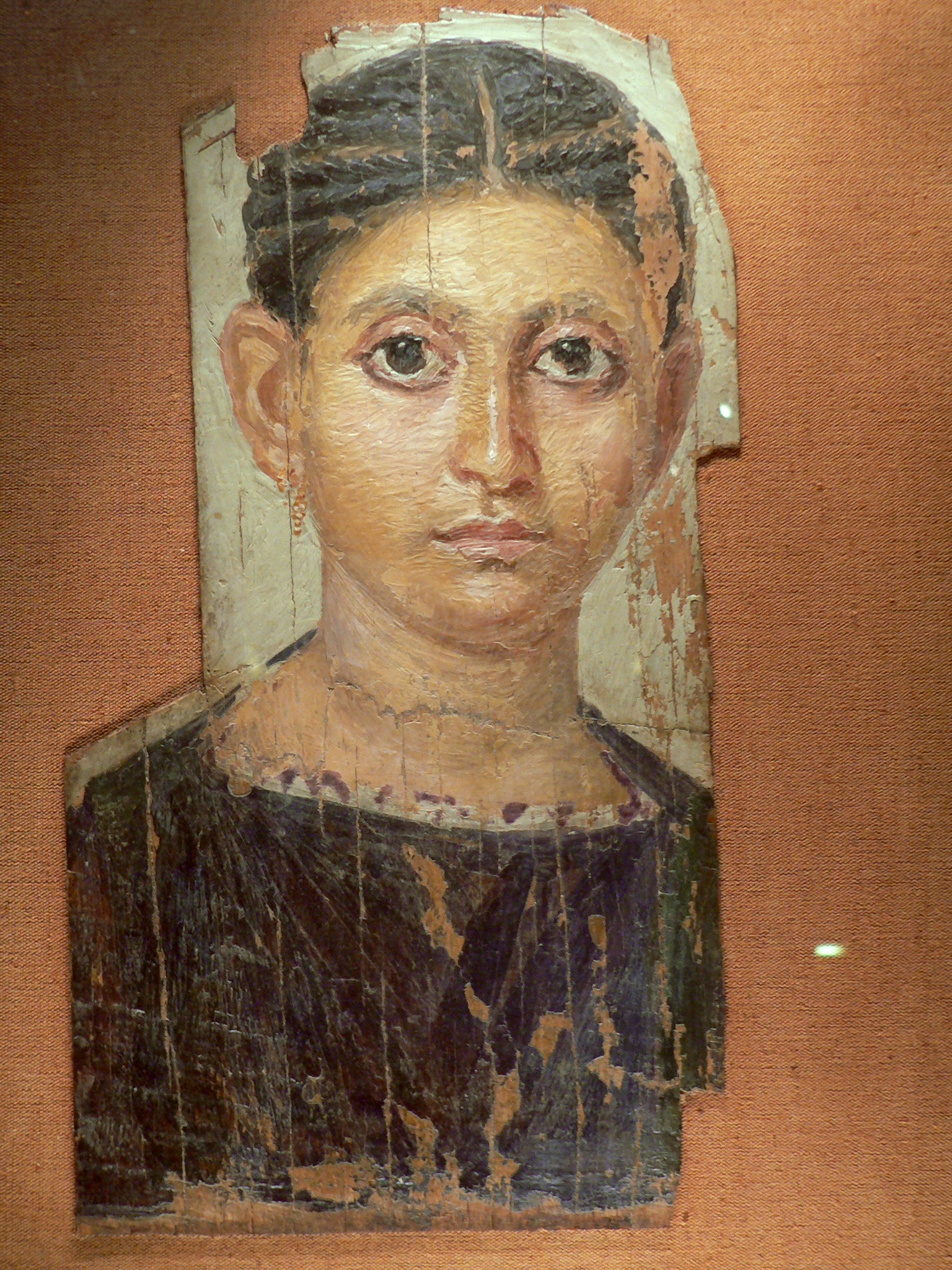
Portrait du Fayoum  (Antinoé, IIIe siècle)
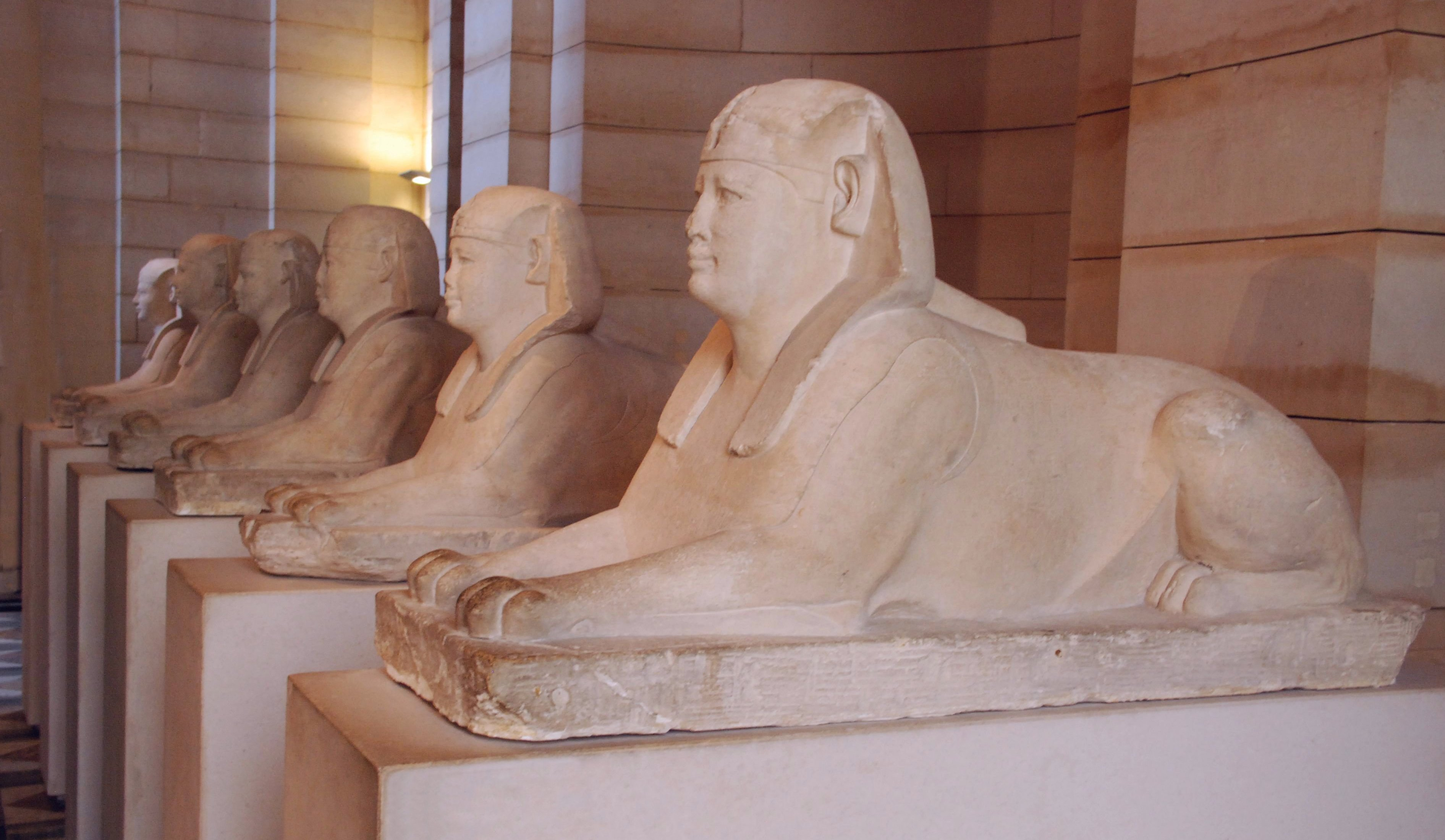
Allée des Sphinx de Saqqarah, IIIe siècle.

| Objet            | Description | Origine et datation                                                   |
| ---------------- | --- | --------------------------------------------------------------------- |
| N 3795           | Stèle de Rê-Horakhty Stèle funéraire, offrande à Rê-Horakhty-Atoum, Le prêtre Padiouiset offre de l'encens au dieu soleil Rê-Horakhty-Atoum. En bas, une formule d'offrande à Osiris. Bois enduit et peint. Hauteur : 20 cm. Sully, salle 643. | Troisième Période intermédiaire XXIIe dynastie Vers -900.             |
| E 6204           | Triade d'Osorkon II Bijou pendentif ou trésor de temple au nom du roi Osorkon II, représentant Osiris, Isis et Horus. Le dieu Osiris est accroupi, au centre, sur un socle-pilier ; Isis est à sa gauche, debout et effectuant de la main un geste de protection ; de l'autre côté et avec le geste symétrique, leur fils Horus. Une inscription indique la titulature du roi et des propos d'Osiris lui accordant ses bienfaits. Or, lapis-lazuli, verre. Hauteur : 9 cm Sully, salle 29. | Troisième Période intermédiaire XXIIe dynastie -874/-850.             |
| E 17496          | Le dieu Thot représenté sous forme de babouin Faïence siliceuse, argent et or. Hauteur : 15 cm. Le dieu Thot, inventeur de l'écriture et responsable du calendrier, est aussi le patron des scribes. Statuette dédiée par un nommé Horhétep. Sully, salle 335. | Période ptolémaïque Entre -332 et -30.                                |
| D 38             | Zodiaque de Denderah Bas-relief sculpté dans un panneau de grès de 2,55 m de côté. Figure la voûte céleste et les douze constellations du zodiaque. Découvert, lors de l'expédition d'Égypte (1798-1801) de Bonaparte, par le général Desaix (1768-1800), au plafond d'une chapelle dédiée à Osiris, dans le temple d'Hathor à Denderah, près de Thèbes, en novembre 1798. | Chapelle d'Osiris du temple de Denderah Période ptolémaïque Vers -50. |
| AF 5948, AF 6254 | Napperons en tapisserie de laine Série de quatre portraits féminins allégoriques évoquant des mois, des saisons ou des vertus. Carrés de tapisserie de lin et de laine, servant sans doute d'ornements d'ameublement. Denon, entresol, salle 173. | Antinoé VIIe – VIIIe siècle après J.-C.                               |